# Columna Mariana (Praga)

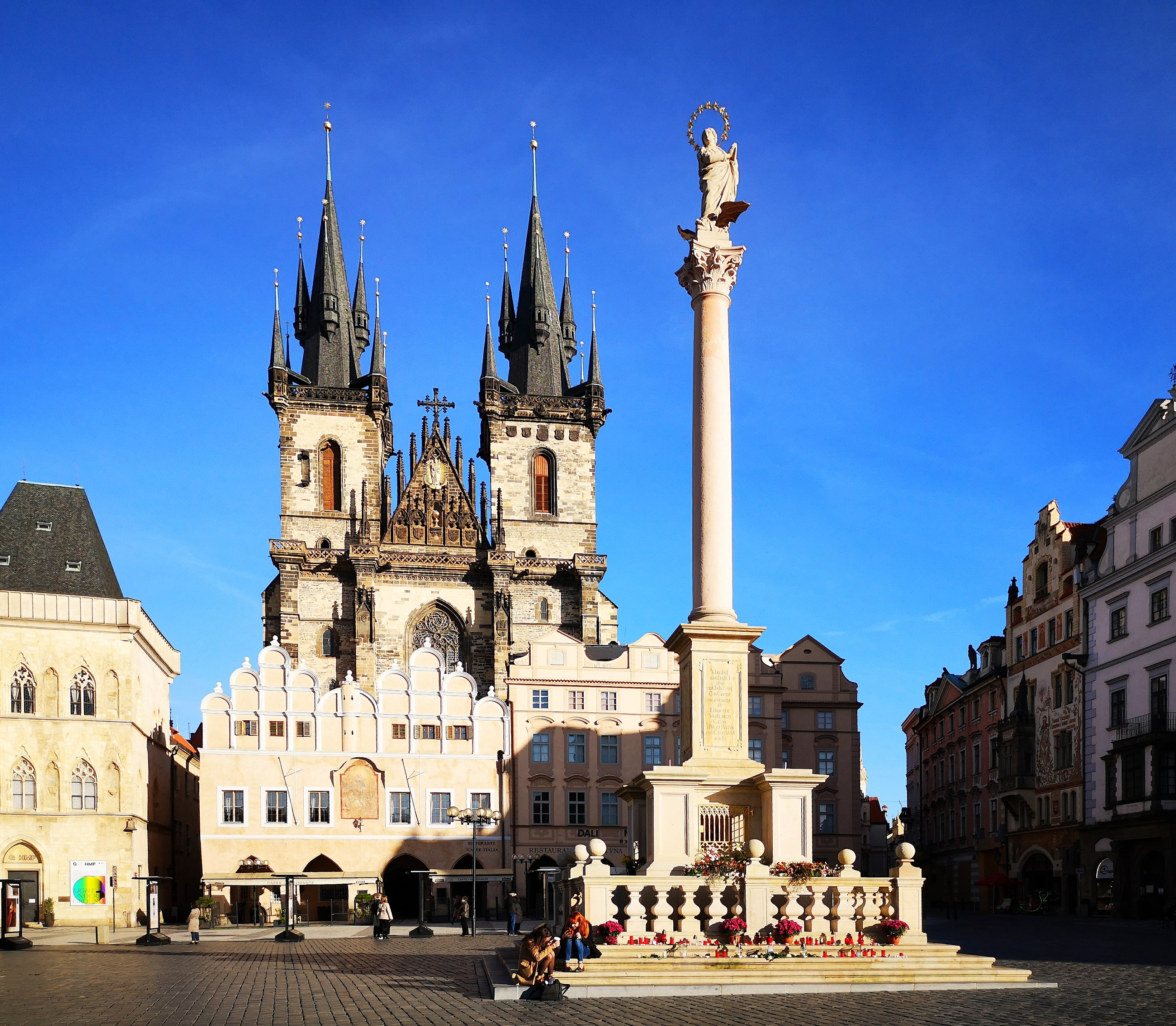
Columna renovada

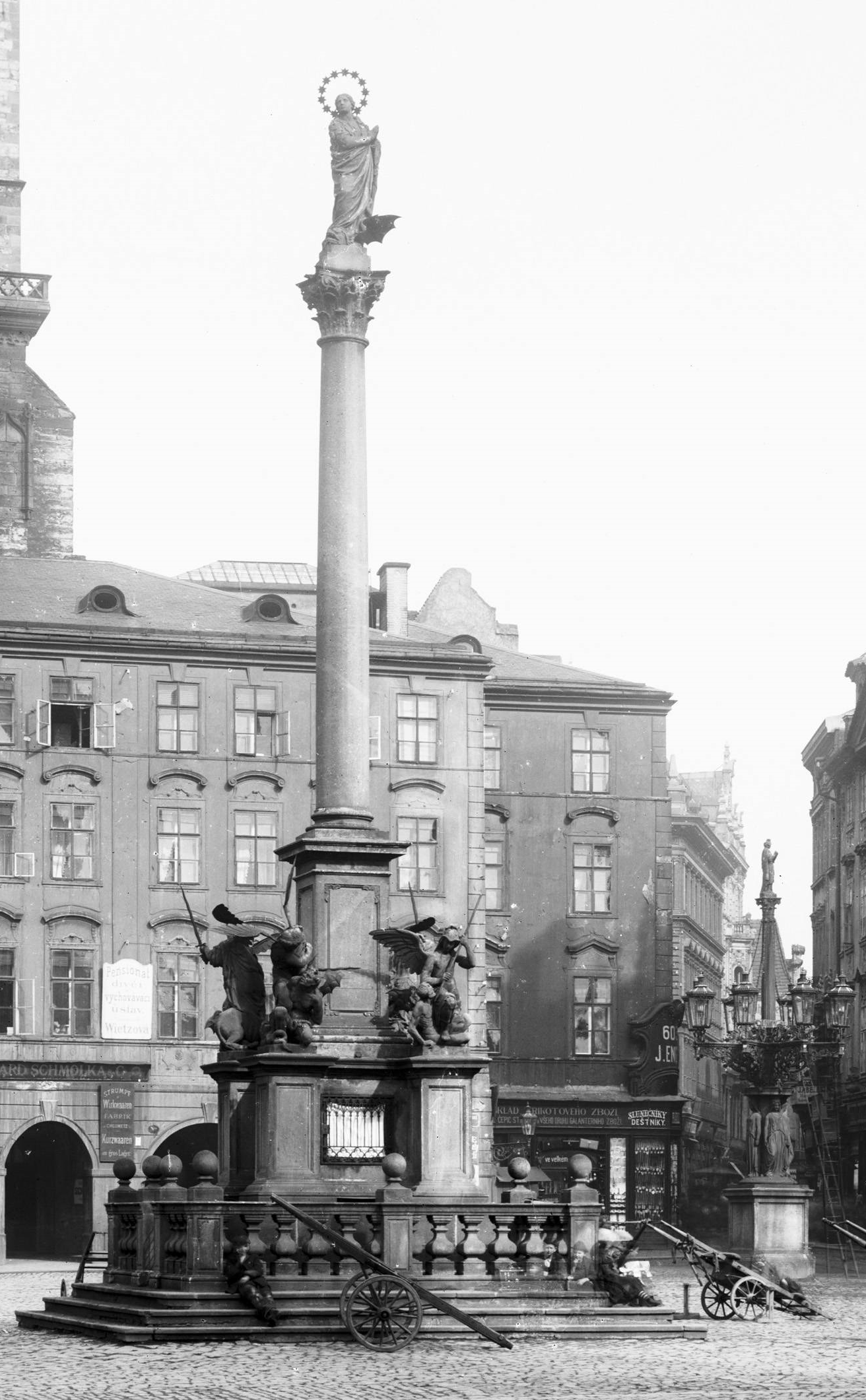
Fotografía de Jindřich Eckert.

La columna mariana de Praga (en checo: Mariánský sloup) es una columna monumental barroca de arenisca emplazada en la plaza de la Ciudad Vieja en la capital checa. Se compone de una escultura de María Inmaculada en la parte superior y otras estatuas sobre el pedestal.
La columna original fue erigida en 1650, poco después del final de la guerra de los treinta años. Fue demolida en noviembre de 1918, coincidiendo con la caída de Austria-Hungría, pero se reconstruyó en 2020.

## Historia

### Construcción inicial
En 1650 el emperador Fernando III del Sacro Imperio Romano Germánico ordenó construir la columna en agradecimiento a la Virgen María por la exitosa defensa bohemia durante la Batalla de Praga contra el Imperio sueco. La piedra angular fue colocada el 26 de abril de 1650, la columna final fue Sanctificada por el cardenal de Praga Ernst Adalbert von Harrach en presencia de Fernando III y su hijo Fernando IV. Las estatuas son de la marmolería de Johann Georg Bendl. El nombre del arquitecto no se conoce.
La columna medía casi 16 metros y en la parte superior se encontraba la escultura de la Virgen María con el dragón derrotado a sus pies. Al mediodía la sombra de la columna indica el meridiano de Praga, que se usaba para cronometrar el tiempo solar. En las rinconadas del pedestal estaban esculturas de ángeles dominando a los diablos, que representaban la guerra (león), la peste (basilisco), el hambre (dragón) y la herejía (serpiente). El pedestal se usaba también como un pequeño santuario para la imagen de la Virgen María de la Plaza (Panna Marie Rynecká), que estaba colgada en el muro de la casa con el número 20 en la plaza de la Ciudad Vieja. La inspiración para la columna (igual que en la de Viena de 1648) provenía la columna de las Marianas de Múnich como un agradecimiento por la conservación de la ciudad durante la Guerra de los Treinta Años, que era construida por el elector Maximiliano I.

### Demolición

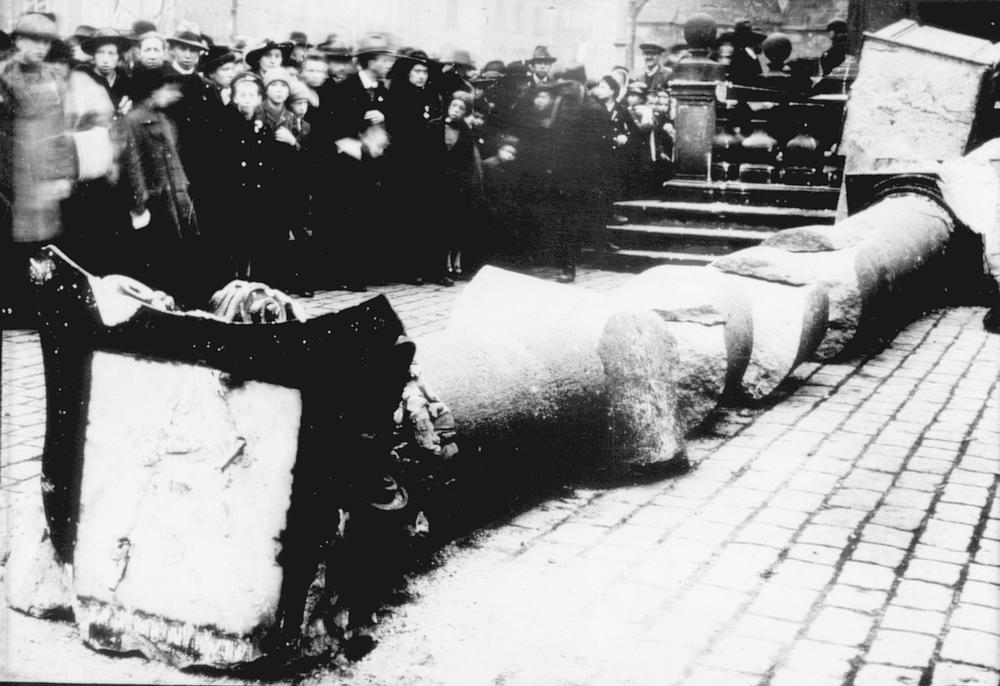
La Columna Mariana después de ser derribada.

En 1915 se inauguró en la plaza el monumento a Jan Hus, fundador del movimiento husita que fue ejecutado por la Iglesia católica por herejía. El nuevo monumento reflejaba los cambios sociales de una Praga más alejada de la Iglesia católica. Después de la formación de Checoslovaquia el 3 de noviembre de 1918, la columna, considerada como un símbolo de la monarquía y del catolicismo, fue derribada por la multitud.
La prensa oficial checoslovaca aceptó con comprensión la demolición de la columna, pero la mayoría de las figuras políticas importantes de la Primera República no la apoyaron públicamente, aunque sí la expresaron en privado. Tomáš Garrigue Masaryk, quien se enteró de la demolición de la columna en Inglaterra, declaró: «Cuando los praguenses retiraron la estatua, me alegré porque era una vergüenza política para nosotros».

### Restauración
En 1990 se fundó una asociación privada para restaurar la columna mariana de Praga. A partir de 1995, un grupo de artistas checos empezó el trabajo de reconstrucción. En el año 2000, se le encargó al escultor Petr Váňa una réplica de la cabeza de la estatua de María. Esta parte del trabajo se completó en 2002 y se instaló en el patio sur de la Iglesia de Nuestra Señora en frente del Týn (Chrám Matky Boží před Týnem).
La reconstrucción fue rechazada varias veces, siendo la más reciente en septiembre de 2017, cuando fue tachada por concejales de la ciudad de dividir a los praguenses en lugar de reconciliarlos. Para los opositores, la columna es un símbolo de la opresión ejercida por la monarquía católica de los Habsburgo después de la Batalla de la Montaña Blanca. Según el alcalde de Praga Zdeněk Hřib,

Es un símbolo de la derrota de la idea de tolerancia, que sigue siendo de actualidad. Recuerda la promoción forzosa de una idea a expensas de otra. Como tal, es la encarnación de un conflicto innecesario.

Antes de que expirara el permiso de construcción el 29 de mayo de 2019, el contratista trató de iniciar la construcción destapando los cimientos de la columna original. Sin embargo, no disponía de permiso para ocupar el espacio necesario para la llegada de equipos de construcción. El área fue bloqueada por una furgoneta policial, y el contratista tuvo que devolver el sitio a su estado anterior. Unos días después, 26 historiadores del arte checos hicieron un llamamiento en contra de restaurar la columna.
Sin embargo, en enero de 2020, el Ayuntamiento de Praga aprobó la reconstrucción de la columna. Las obras comenzaron el 15 de febrero, y finalizaron el 15 de agosto. El propósito fue crear una reproducción fidedigna de la estatua original de la Virgen María.

## Galería

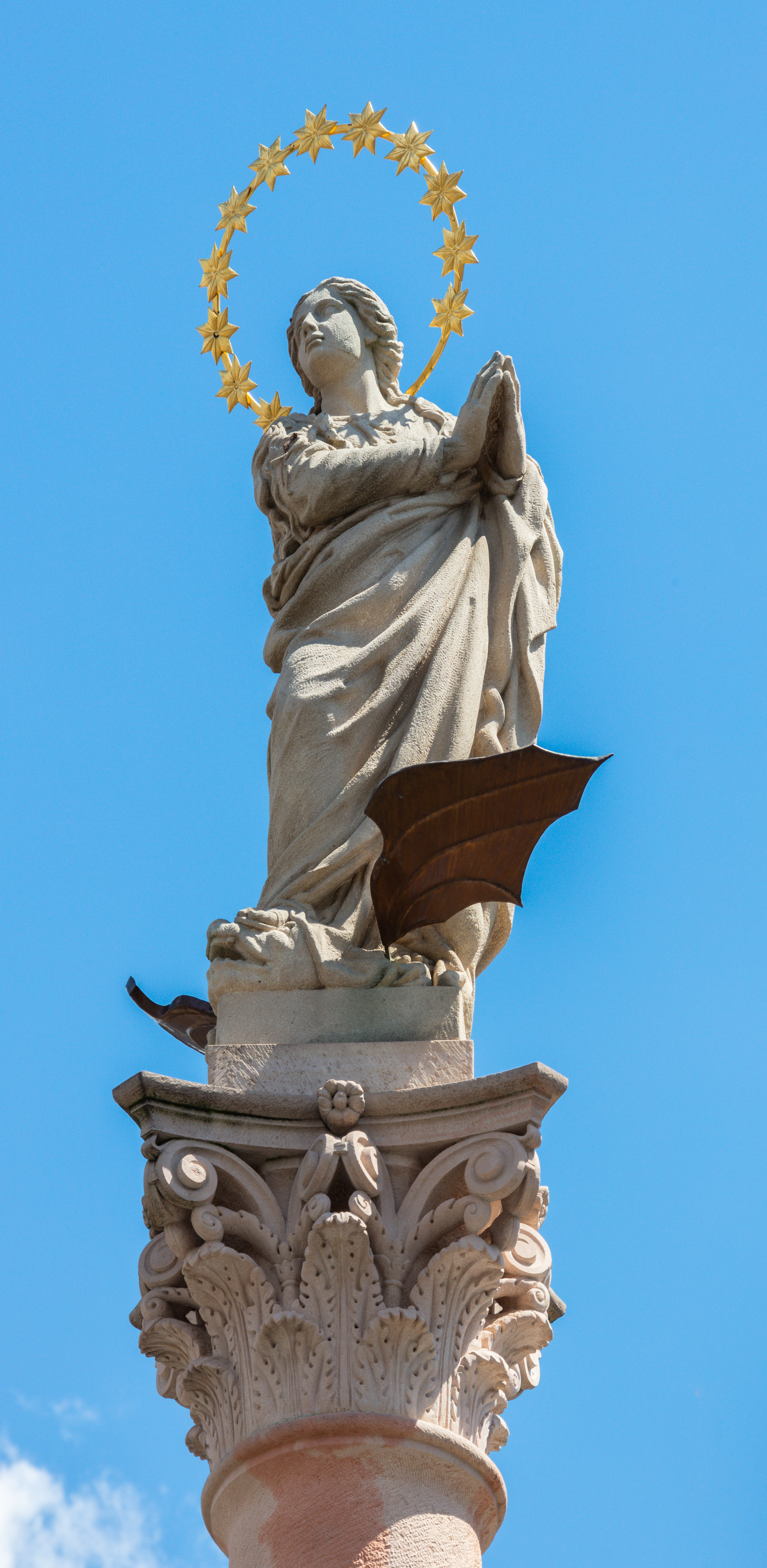
Detalle de la estatua.
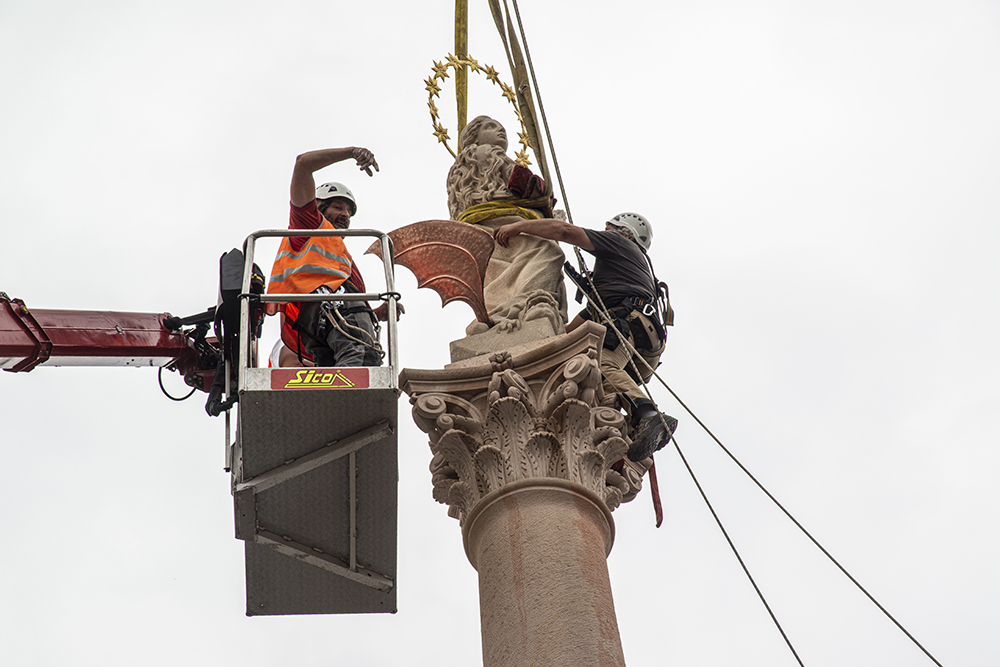
El escultor Petr Váňa coloca la estatua de la Virgen María sobre la réplica de la columna mariana, 4 de junio de 2020.
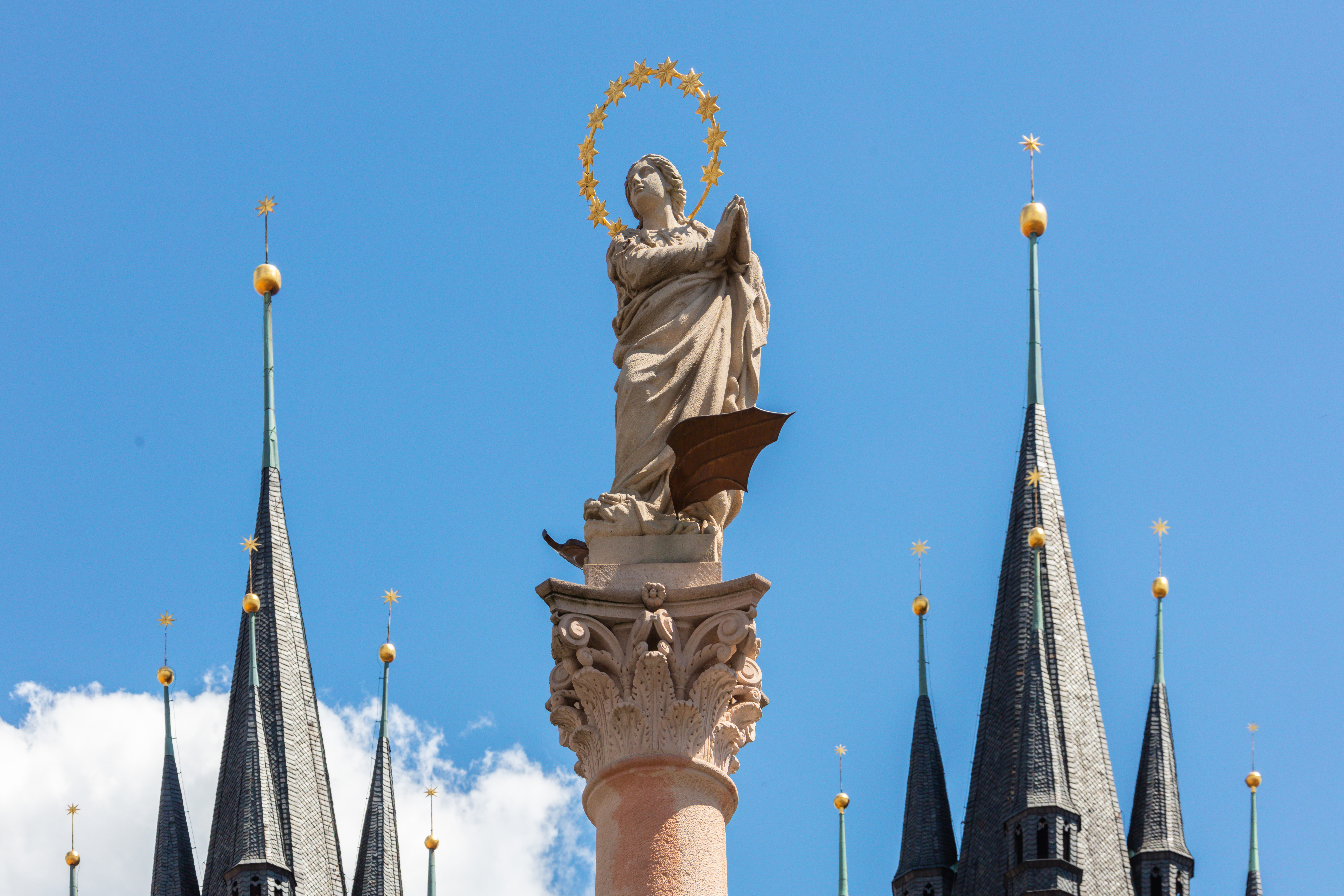
Estatua entre las agujas de la iglesia de Nuestra Señora ante Týn.